# M&A
M&A（エムアンドエー、Mergers〈合併〉and Acquisitions〈買収〉）は、企業・事業の合併や買収の総称である。

## 概要
企業・事業の全部または一部の移転を伴う取引の総称である。狭義には、会社の支配権の移転を伴う取引を指し、広義には、支配権50%未満の取得に留まるマイノリティ出資や、既存子会社の完全子会社化など、支配権を強化する取引も含まれる。
具体的な手法は、吸収合併、株式の取得・移管（TOB含む）、事業譲渡、会社分割、合併などがある。広義は、合弁会社設立を含めた資本提携や業務提携、OEM提携などを含む。

## 企業買収
企業買収（英: Acquisition）は過半数株式の買い取りによる企業とその支配権の獲得である。バイアウト（英: buyout）とも呼ばれる。M&Aは合併、業務移管、統合を含み、バイアウトは買い取りを意味する。

## 企業買収の基本的な仕組み

### 会社の所有者と経営者について
企業が株式会社等である場合、取締役などが経営者として経営の義務を負い、株主などが所有者として規定（法定又は定款で定める）されている権利を行使することにより、一定の緊張関係を存在させることで企業の統治を行う事で、適切に会社の存在意義と法令遵守が全うされると考えられている（会社法の予定する理想形）。これを所有と経営の分離と言う。具体的には、株主が株主総会において、取締役や監査人の選任、定款記載事項の変更、および株主提案（米国には制度がない）を行い、会社のコントロールを行う事等を指す。経営者の地位は、プロ野球選手と同じ委任契約であり、雇用契約ではない。所有者の「所有」は、狭義では法定又は定款で定められた権利行使を約束された権利である（社会通念より弱い「所有」であるのは、債権者保護と間接有限責任の両立が目的であるとされる）。
企業買収とは、一般的には買収者は現在の株主から株式を買い取って新たに株主となり、その会社の「所有」者として経営をコントロールする。株主として配当等の経済的利益を受けるメリットを享受するのが第一の目的とされる（企業のコントロール自体を目的とする場合もある）。
いわゆるオーナー企業で経営者と株主が同じ場合を除き、経営陣は株主に選任されて会社運営を任された立場に過ぎない。買収提案時点での経営陣はそれまでの株主に経営を任された者であるから、買収によって株主が変動することは自らを選任した者たちが株主でなくなることを意味する。取締役は選ばれる立場に過ぎず、本来直接株主の異動に意見を述べる立場にない反面、実際には経営者としての地位保全のためには重要な利害関係を有する出来事となる（私利的な利害）。
経営陣が買収提案に意見を述べるのが正当化されるのは、企業価値（狭義では配当と株価）が維持されるかどうかという目的について、現在の株主に対し買収提案が妥当なものかどうかについての意見を述べるときである。ごく端的に言えば自分の立場が危うくなるから反対するのではなく、株主にとって買収提案に乗ることはメリットがないからやめたほうが良いという現場からのアドバイスと位置づけにすることで取締役は買収提案に反対してもそれが私利私欲に基づくものではない。

### 株式の保有割合
株式は細分化された上で複数の株主に保有されることが予定されており、通常は発行済み株式総数や各議案について行使可能な議決権を有する株式数との関係で割合的に会社の「所有権」を取得することになる。取締役の選任など通常の株式会社の議案については発行済み株式総数の過半数の議決権を有する株主の賛成で承認されること、会社にとって重要な合併の承認・定款の変更などについては同じく3分の2以上の議決権を有する株主の賛成で承認されることから、会社の株式の保有割合については過半数を有しているかどうか、3分の2以上を有しているかどうかが会社の「所有」に関する区切りとなりうる。そこまで至らずも3分の1以上の議決権を有している場合には意に沿わぬ重要決議を阻止することができる。

### 株式の取得方法
買収者は、株式を現在の株主からの相対取引（個別交渉）により取得することができるほか、公開会社の場合には証券取引所などのマーケットにおいて対象企業の株式を取得することができる。ただし、特定企業の株式を一定割合以上取得するときには大量保有報告書などの証券取引法（金融商品取引法）上の規制を受けることとなるほか、一定の場合には公開買い付けの方法によることが義務付けられるなどの制約が課されることとなる。公開買い付けは買収提案者が条件を公表しつつ広く一般株主から買い付けを行うものであり、それに現在の経営陣が同意する場合には上場企業の場合には適時開示の一環としてその旨を買収先企業も公表することが必要とされることから、少なくともこの時点で買収の取り組みは公然のものとなりその枠組みがいわゆる敵対的買収なのか友好的買収なのかが明らかになる。

## M&Aをめぐる戦略

### 一般的な友好的M&A取引の進め方
基本合意書
基本合意書(MOU)を用いて、交渉に先立って一定の合意を行うことがある。秘密保持や独占的交渉権、誠実交渉義務などの約定がなされる。これより手前で秘密保持契約（NDA）が結ばれることも多い。
デューディリジェンス
対象企業のプライシング、契約書による必要な手当て、リスクの事前把握などを目的として、デューディリジェンス（「DD」）という監査が行われる。当事者や投資銀行によるビジネスDD（事業DD）、弁護士による法務DD、公認会計士による財務DD、弁理士による知財（特許権、商標権、著作権等）DDなどがある。
契約締結
合併契約書、株式売買契約書などの必要な契約書が作成され、締結される。そのドラフトは、当事者同士か、法務DDを担当した法律事務所が中心となって行い、DDの結果を反映することとなる。契約締結に先立って、必要に応じて、各当事者の社内手続（取締役会や株主総会などでの決裁）を経るとともに、関連官庁（業規制当局や競争法当局）の許認可等を得ることがある。
クロージング
契約によって定められた日に決済がなされ、M&Aが実行される。

### 敵対的買収
敵対的買収（hostile takeover）とは対象会社のその時点の経営者に対して友好的ではない買収を指す言葉で、通常は買収対象会社の取締役会による同意が得られていない買収を言う。経営陣が買収提案に同意しない場合には買収防衛策の導入が図られたり、株主に対し会社経営陣として買収提案に応じないよう働きかけが行われたりすることから、買収の成否をめぐって買収提案者と被買収側会社経営陣などを中心に激しい闘争がなされることとなる。
表現としてはあまり好いイメージとは言えないが、敵対的買収という文脈での「敵対的」との表現は現経営者と買収提案者が「敵対的」であることを意味するだけであり、買収の提案内容とは中立的なもので、あくまで買収提案者以外の株主や投資家・従業員・社会一般にとって敵対的・有害な買収であることなどを意味しているものではない。
敵対的な買収の場合、対象となる企業の経営陣のみならず、従業員・労働組合・取引先企業・下請けなどにとっても友好的とはおよそ言い難い敵対的な内容で、利己的な買収が強行されるパターンも往々に発生する。買収側の企業や経営陣が劣悪な労働環境・ドライな労使関係や商慣行で広く知られていたり、あるいは短期的な自己の利益のため活動しており企業の長期展望など顧みない投資ファンドなどである場合には、買収の対象となった側の企業の内外において様々な情報や関係者間の不安が交錯し、自身の先行きに不安を感じた従業員の大量離職が短期間に発生したり、関係の行き詰まりを見越した取引先や下請けが取引を打ち切るなど、買収に様々なリスクが付いて回ることも少なくない。特にこの様な形で社内が混乱している場合には、これに乗じて競合企業から従業員にヘッドハンティングが仕掛けられる場合もある。結果として、特に特定の業務独占資格の有資格者が必要な業種で、買収が成立してもその企業から有資格者が流出し人数不足となることによる業務の停滞や、離職した者がノウハウを基に新たに同業者を立ち上げて競合関係になる、など リスクを抱える場合もある。

## 分類
M&Aは様々な観点から分類できる。以下はその一例である。
- 買収合意[8]
  - 有り: 友好的買収
  - 無し: 敵対的買収
- 買収者[9]
  - 従業員: エンプロイー・バイアウト（EBO）
  - 経営陣: マネジメント・バイアウト（MBO）

他にも資金源に基づく分類（借入含/LBO）がある。例えば「経営不振に陥りオーナー経営者が退陣した企業において、主要な従業員が自ら追加出資をおこない、銀行からの法人担保付借入と友好的ファンドによる資本注入でオーナーの株を買い上げ、会社を再出発させた」場合、これは友好的買収 兼 EBO 兼 LBO に分類される。
M&Aに関する法規制・慣習は国ごとに異なるため、実務で用いられやすいスキームは国ごとに異なる。

## 日本におけるM&A

### 日本におけるM&Aの概要
日本法上の概念としては、合併・会社分割・株式交換・株式移転・株式公開買付などの法的要素が核となるがこれらの各要素は対象企業のコントロールを得る手段として捉えられ、M&Aという場合には利用する手段のデザインを含めた企業戦略を把握する概念として用いられることが多い。
公正取引委員会のガイドラインによると、会社の株式の保有、役員の兼任、会社以外の者の株式の保有または会社の合併、共同新設分割もしくは吸収分割、共同株式移転もしくは事業譲受等を「企業結合」というとされ、審査の対象となる。

### 日本におけるM&Aの特徴
- 日本でM&Aを大企業対象の印象を持たれることが多いが、実際は日本のM&Aの70%は中小企業を対象にしたものといわれている[11]。

- 日本国内では中小企業の後継者問題などでM&Aを用いる動きがあるが、「会社売却は恥ずかしい」等の経営者のマインドの問題などがあり利用は進んでいない[12]。

- 2019年ごろには、M&Aマッチングサイトの普及を背景に、スモールM&AやミニM&Aと呼ばれる取引価格数百万円から数千万円のM&Aも増加した。売り手は事業承継に悩む中小企業オーナーが多い一方、買い手は副業解禁を背景に会社員などの個人の参入が見られたり、事業拡大を狙う小規模事業者などこれまでM&Aを検討してこなかった層が買収をする事例も増えている。他方、安易な参入で失敗する例もあり、対策が急務とされる[13]。

### 日本におけるM&Aの動機・目的
日本の中小企業のM&Aの譲渡側の動機として多いのは、「後継者問題」および「事業の将来性の不安」の二つともされる。
日本では昭和30年代、40年代に創業した多くの中小企業の創業経営者が後継者難に直面しており、この問題の解決策として中小企業の友好的M&Aが流行となっている。

### 日本におけるM&Aの代表的な手法
- 統合
  - 合併（吸収合併・新設合併）
  - 株式交換・株式移転
- 買収
  - 株式の取得
    - 新株の引受け
    - 発行済株式の譲受け
      - 公開買付け
      - マネジメント・バイアウト（MBO）・エンプロイー・バイアウト（EBO）
      - LBO（レバレッジド・バイ・アウト）

  - 事業譲受け
- 分割（吸収分割・新設分割）

#### 日本における敵対的買収
これまで日本において敵対的買収が仕掛けられた事例としては以下のものがある。ここでは仕掛けた側vs.仕掛けられた側として表記している。
|      | 概要 |
| ---- | --- |
| 事例 | - 東京高速鉄道 vs. 東京地下鉄道・京浜電気鉄道（1939～1941年） 東京の地下鉄事業を巡り、東京高速鉄道の五島慶太と東京地下鉄道の早川徳次が対立。東京高速鉄道側が東京地下鉄道および提携先の京浜電気鉄道株式を買い占め、経営権掌握を企てた。最終的に鉄道省が調停に入り、五島・早川の両者が地下鉄事業から手を引くことで収束。その後、戦時統制により東京高速鉄道と東京地下鉄道は帝都高速度交通営団に統合され、京浜電気鉄道は大東急に併合された。 - 小田急電鉄・東京急行電鉄 vs. 相模鉄道（1960年ごろ） 相鉄が保有する横浜駅西口の土地などを目当てに東急グループが影響下に置いていた小田急を通じて株式を取得。しかし、当時の社長が横浜出身だった三井銀行が相鉄に資金を融通したため、小田急による買収は失敗に終わった。ただし、その後も小田急は2020年現在でも後身である相鉄ホールディングスの筆頭株主である。 - ミネベア vs. 三協精機（1984～1988年） 高橋高見が率いるベアリングメーカーのミネベアが精密機械メーカー三協精機の株式を取得。しかし、三協側の安定株主工作が奏功し買収は不成立。 - ケーブル・アンド・ワイヤレス vs. 国際デジタル通信・日本電信電話（1999年） 既に日本電信電話（NTT）との統合を決定していた国際デジタル通信（IDC）の経営陣に異議を唱える形でイギリスの通信会社であるケーブル・アンド・ワイヤレス（C&W）が買収を提案。最終的にNTTがIDCとの統合を断念したことにより、TOBが成立した。 - 村上ファンド vs. 昭栄（2000年） 買収は不成立。昭栄（芙蓉系の不動産業・商社）は後に村上ファンドが提案していた不動産の有効利用などを実施した。なお同社は近年、業種セクターを短期的に変更している（繊維製品→商社（旧卸売）→不動産→商社）。昭栄#日本初の敵対的TOBも参照。 - スティール・パートナーズ vs. ユシロ化学工業（2003年） 買収は不成立。剰余金を配当金として拠出し、株価を吊り上げることでTOBの成立を阻止した。 - スティール・パートナーズ vs. ソトー（2003年） 買収は不成立。剰余金を配当金として拠出し、株価を吊り上げることでTOBの成立を阻止した。 - 夢真ホールディングス vs. 日本技術開発（2005年） 買収は不成立。完全に交渉に失敗。夢真側の常識外れなビジネススタンスに問題があった。ただし、日本初の買収防衛策導入済みの企業に対する敵対的買収の試みということから注目を集めた。 - ライブドア vs. ニッポン放送（2005年） 買収は不成立。堀江貴文元ライブドア社長（現ロケットエンジン研究開発会社創業社長・作家）と村上世彰元M&Aコンサルタント代表の画策によるもの。放送持株会社制本格導入の契機となった事例の一つ。 ニッポン放送の経営権問題#鹿内後の混乱 敵対的な企業買収を参照。 - 楽天 vs. 東京放送（2005年） 放送持株会社制本格導入の契機となった事例の一つ。 TBSホールディングス#安定株主の不在を参照。 - 村上ファンド vs. 阪神電気鉄道（2005年） 買収のターゲットとなった後、阪急ホールディングスとの経営統合を発表し鉄道業界の再編に繋がった（現：阪急阪神ホールディングス）。阪急・阪神経営統合も参照。 - ドン・キホーテ vs. オリジン東秀（2006年） 買収は不成立。持ち帰り弁当事業への参入を目的とした買収提案を巡って、最終的には敵対的買収の事態に進展。オリジン東秀側のホワイトナイトとして登場したイオンがより有利な条件で友好的TOBを実施しこちらが成立、オリジン東秀はイオンの子会社に。イオンとドン・キホーテのトップ会談により「三社の提携」で落着したが、ドン・キホーテにとっては事実上の敗北。 - 王子製紙 vs. 北越製紙（2006年） 2006年5月ごろより水面下で北越側へ打診するも北越側は応じなかった。その後北越は三菱商事に対する第三者割当増資を発表した。王子製紙は2006年8月に第三者割当増資の実施の有無に対応した価格でのTOBを発表。両者の主幹事であった野村證券が王子側のアドバイザーになったことも注目された。これは提案公表時の市場価格を3割程度上回る価格での公開買い付けを行うなど既存株主へメリットがあることを指摘しての提案だったが北越製紙の取締役らは同意せず、三菱商事以外にも日本製紙が介入したこともあり、王子製紙はTOB成立を断念した。 - スティール・パートナーズ vs. 明星食品（2006年） スティール・パートナーズは10月27日に明星食品に対して公開買付けを開始したが、その後日清食品による友好的TOBが実施され、こちらに多数が応じたこともありスティールのTOBは失敗に終わる。その後、スティールは日清のTOBに応札している。 - スティール・パートナーズ vs. ブルドックソース（2007年） 下記#ブルドックソースの買収防衛策およびブルドックソース事件の項を参照 - スティール・パートナーズ vs. サッポロホールディングス（2007年～2010年） - ケン・エンタープライズ vs. ソリッドグループホールディングス（2007年） 国内上場会社では初の敵対的TOB成立となった。 - M&FC vs. 日本精密（2007年） 韓国企業による初の日本企業への敵対的買収 - 日本電産 vs. 東洋電機製造 (2008年) 日本電産の労務管理体制に懸念を示した東洋電機製造労働組合の反対により断念。 - サーベラスグループ vs．西武ホールディングス（2013年) - 成和 vs. 日本ギア工業（2015年） 上場企業において敵対的買収をされた極めて数少ない例である。 原子力発電所向けに製品を納めている原発依存企業であるため、震災以降業績が低迷。大株主である成和が経営の改革を求めて経営権を巡る攻防が行われた。成和による敵対的買収は瞬く間に成立。既存の経営陣が一掃され成和関係者が経営のトップに就任、日本ギア工業は成和の子会社となり、成和が経営権を掌握した。日本ギア工業#経営権を巡る攻防も参照。 - コクヨ vs. ぺんてる（2019年） ぺんてる#コクヨとの関係を参照。 - スターアジア不動産投資法人 vs. さくら総合リート投資法人（2019年） J-REIT初の敵対的買収。スターアジアによるさくら総合リート投資法人の買収が成立。 - コロワイド vs. 大戸屋（2020年） 大戸屋の筆頭株主であるコロワイドが大戸屋のセントラルキッチン導入をめぐる是非に付いて対立し、経営陣を一掃する目的で株式の公開買い付け（TOB）を発表。発行済株式の47%を保有し、難航していた買い付けを一年掛け成立させた。 - ニデック vs. 牧野フライス製作所（2025年） 牧野フライス製作所経営陣の同意がないにも関わらず、（敵対的）TOBを行い、同社を完全子会社化する予定だったが、ニデックが求めていた牧野フライス製作所による対抗措置差し止めの仮処分が東京地方裁判所から却下されたことなどを受けて、買収を断念した。 |

### 敵対的買収への対応
もともと日本では企業間での「株式持ち合い」という慣習により、敵対的な企業買収は困難な状況であった。持ち合いは取引先の企業・金融機関などとの間で見られる。取引先の企業・金融機関では取引関係の安定・継続の目的と相互株主保有の自社にとってのメリットが認められた。保険会社、従業員の持ち株会などにも安定株主としての役割が期待され、さらに、個人株主にも長期安定保有を促すため株主優待などの仕組みが発達した。
しかし企業の保有資産の効率化の視点から、保有資産としての株式の収益性の悪さ、継続的取引が企業間の競争的な効率性の改善に支障になることなど持ち合いについてマイナス面に限った指摘が増えた。時価会計の導入によって株式保有の資産価値が変動し、株式保有のリスクが表面化する。
しかし近年企業買収の制度が整備されるなか、個人株主の長期保有を促すことと合わせて株式持ち合いの強化が注目されている。それは必ずしも明示的な宣言の要素を伴わず、市場に対して大きな影響を与えずに進められる防衛策だからである。具体的には、企業間の取引関係の強化を表向きの理由として第三者割当増資を行うといったやり方で実施されている。
これに対して近年議論の俎上に上がる「買収防衛策」といわれるものは、特定の「買収防衛策」の導入の発表といった宣言的要素を伴うため、市場からの反応を招きやすい。買収防衛策は、本来は株主のために企業価値（狭義では配当および株価）の維持のために行うものであり、企業価値が毀損されるような買収防衛策は、現在株主に対する背信行為につながり正当化できない。一般に株式市場は経営者の地位を守るだけの防衛策は否定的反応を示すとされる。そこで株主総会での承認手続きが重視される。さらに重視されるのは買収防衛策を発動する条件である。多くのケースでは経営陣から独立した委員会が、買収者の狙いが企業価値を損ねると判断することを発動条件としている。このように買収者の意図を確認して、防衛策の発動を決めることを事前警告型と呼んでいる。この場合、買収者の定義としては15%あるいは20%を取得したものとし、経営陣から独立した委員会の意味は経営陣を含まない社外メンバーとするものが多い。
具体的買収防衛策としては以下にみるポイズンピル型が多い。既存株主に対して無償で新株予約権を交付するものが多い。ただし、新株予約権を交付すると既存の株主権の希薄化（株式の希薄化）につながることへの批判もある。そこで信託銀行にあらかじめ新株予約権を発行しておき、発動条件が満たされたときに信託銀行経由で株主に新株予約権を交付する仕組み（ライツプラン）も開発されている。
このような買収防衛策の議論に対して、そもそも企業が買収の脅威にさらされるのは実現できる株価に比べて高株価が実現できていないためであるとして、企業価値の向上を図ることが最良の買収防衛策であるとの議論も繰り返されている。このような議論では株主への利益還元を図ること、たとえば増配や自社株買い取りを進めることなど株価向上のための施策が企業買収防衛策として指摘されることもある。

### 買収対抗策（買収防衛策）
以下では有名な防衛策・予防策を紹介する。それぞれ導入費用、会社法上のリスク（差止めや役員の損害賠償責任など）、税法上のリスク、実効性に関するリスクなどはさまざまであり、個々の会社の特性に応じて使い分けがなされる。以下の他にも株式の配当金を非常に高額に設定して既存株主に株を安易に売らないようにアピールするやり方などもあるが、基本的には情報を開示し常に株主の期待に応え、高い株価を保っていることが重要となる。防衛策・予防策には「事前警告型」と「有事導入型」の大きく二つの形がある。

#### 事前警告型
買収がなされようとしたときには一定の防衛策を採る旨を予め警告しておくというもの。

##### ゴールデンパラシュート
「黄金の落下傘」の意。買収後、現在の取締役は解任されることが多いが、その取締役の退職慰労金の額を高額に設定しておく。それにより買収後の出費が多いことから、買収を思いとどまらせるもの。退職慰労金の額の目安は取締役の年収の約2-3年分ぐらいであるが、高額な場合には投資家からの批判に晒されることがある。買収を思いとどまらせるほどに高額な退職慰労金は背任になり現実的には活用が困難である。買収者側が現在に取締役に対して手切れ金として金銭を渡す事を容認し、買収を円滑に行わせしめる手法を言う事もある。

##### ティンパラシュート
「ブリキの落下傘」の意。買収された後、人員整理などで従業員が解雇されることが多いことを利用した方法で従業員の退職金の額を非常に高く設定しておく。それにより買収したとしても後の出費が多いということを見せつけて、買収を思いとどまらせるやり方。

##### 絶対的多数条項
買収した後、取締役解任などの特別決議の可決資本割合を80%や90%のように上げておき簡単に可決できないようにするやり方。しかし、日本では定款変更により絶対的多数条項を削除できることから、定款の変更自体に絶対的多数条項を設けないと意味がない。

##### ポイズンピル
毒薬条項とも呼ばれる。新株予約権を予め発行しておき、一定の条件が満たされると廉価でそれを行使可能にさせ、株式の希薄化によって買収する側の持ち株比率を下げる仕組み。アメリカでは、新株予約権付株式を用いて行われる。
日本では旧商法下では新株予約権付株式は認められていなかったので、信託型ライツプランが最も幅広く用いられていた。2006年5月1日施行の新会社法の下では取得請求権および取得条項の取得対価として新株予約権をつける事が法律上可能となり、事実上の新株予約権付株式の発行が可能となったので今後の日本における買収防衛策に利用される可能性がある。ポイズンピルとライツプランは同義ではないが、日本ではほぼ互換的に用いられる。
ブルドックソースの2007年定時株主総会で導入が承認された買収防衛策は、事前に用意した制度でない点で典型的なポイズンピルとは異なるが新株の発行により買収者の持ち株比率の低下を企図する点で類似する。この買収防衛策は基準日（2007年7月10日）時点の株主に対し、保有1株あたり3株の新株予約権を無償にて付与するものである（ここでいう株主には買収提案者も含まれる）。この新株予約権は1円の払込みにより1株の普通株式の取得が可能だが、買収提案者であるスティール・パートナーズ・関係者・譲受人などは非適格者として指定され、予約権の行使はできないほか非適格者の新株予約権は396円で買い取る権利を会社は有している。この価格は公開買付価格をもとに買収者に経済的損失を与えない価格と会社は説明する。
この新株予約権無償割当ての差止めを求める仮処分の申立てがなされたが2007年6月28日、東京地方裁判所（鹿子木康裁判長）は株主総会の判断が明らかな合理性を欠くとは認められず著しく不公正ではないとして却下した。スティール・パートナーズはこの決定を不服として即時抗告を行ったが、東京高等裁判所（藤村啓裁判長）は7月9日、過去に手がけたTOB事例からスティール・パートナーズを濫用的買収者と認定、ブルドックソースが導入した買収防衛策を著しく不公正な方法によるものではない、として東京地方裁判所の決定を支持する決定 を行った。スティール・パートナーズは特別抗告・許可抗告の申立てを行い7月27日、東京高等裁判所は最高裁判所への抗告を許可したが最高裁判所は8月7日、抗告をいずれも棄却した。
7月11日には買収防衛策の発動として、株主に対し新株予約権が実際に付与された。この新株予約権に基づき8月9日に新株が株主に交付された。株主のうち、スティール・パートナーズが有する新株予約権はブルドックにより買い取られた。

##### 黄金株
重要な株主総会の決議事項について拒否権を有する株式を信頼できる第三者に対して発行することで、買収のために必要な決議を妨害するもの。会社法施行により導入が可能となり、東京証券取引所の上場企業などの公開企業でも株主総会の決議で無効にできることなどの一定の条件付きであれば導入が可能となっており、INPEXの黄金株1株を日本政府（経済産業大臣）が保有しているケースがある。

##### 全部取得条項付株式
会社法により少なくとも条文上は導入が可能となるもの。全部取得条項付株式は取得条項付株式の場合と異なり、取得の際に株主総会および法定種類株主総会での取得決議を要すると言うデメリットを持つ代わりにその決議の際に取得対価を設定すればよいので、全部取得条項の設定の際に取得対価を設定する必要がないというメリットがある。会社法になって導入されたもので、買収防衛にどのように用いられるかは未知数な所が多い。レックス・ホールディングスのMBOにおいてこの手法が活用された。

##### マネジメント・バイアウト
MBOと略される。既存の経営陣が自社の株式を取得して閉鎖会社としてしまうもので、買収防衛策としては端的で究極的なもの。株式の上場とは、第三者の自由な株式取得を認めることであることから、上場廃止にすることは経営者にとって望ましくない者が株式を取得することに真正面から対抗する方策となる。

#### 有事導入型
実際に買収に直面した際にとる防衛策。

##### 第三者割当増資
2005年3月のライブドアとニッポン放送での出来事で有名になったやり方で新規に株を発行する増資という方法を用いた。それにより全体の発行済株式総数を上げ、買収する企業の持ち株割合を下げて買収されないようにするやり方。通常の公募増資とは異なり、指定された第三者のみが新株を購入することができる。しかし実質的な利益の供与につながる低価での発行は、他の株主が持つ株式の価値を希薄化し損害を与える可能性があり、投資家保護を主眼とする証券取引法違反の疑いが強いため乱用すべきではないと言われる。

##### スタッガードボード
期差選任取締役（会）の意。取締役の任期を全員2年ずつではなく半数ずつ改選されるようにして時間を稼ぐやり方。このやり方は投資家からの批判が強く、使い勝手が悪い。その理由として投資家が期差選任が取締役のモチベーションを下げる可能性を危惧しているからである。

##### 焦土作戦（クラウン・ジュエル）
スコーチド・アース・ディフェンスともいう。会社の持っているクラウン・ジュエル（財産的価値の高い物）の関連会社への売却や、計画倒産などによって株価を暴落させることで買収するメリットを無くす方法。ただし企業価値が下がれば、敵対買収者の関係のみならず会社債権者の債権の引当てとなる財産を毀損することにもなりかねないため、場合によっては企業の利益を追求すべき取締役が会社に対して意図的に損害を与える背任罪（5年以下の懲役又は50万円以下の罰金）や、特別背任罪（10年以下の懲役又は1000万円以下の罰金）に該当することもある。

##### ホワイト・ナイト
「白馬の騎士」の意。敵対的買収を受ける側の企業にとって友好的な第三者（企業、人）のこと。現経営陣がホワイト・ナイトに買収された後も経営に残ることができるなどの有利な条件を持ち込む場合が多い。自社株を買収してもらうことでキャスティング・ボートを握ることができる。発行済み株式総数の1/3を確保できれば拒否権を行使することもできる。買収する企業に対して逆買収をかける（パックマン・ディフェンス=後述）場合もある。反対に敵対的買収を仕掛ける企業を「ブラック・ナイト」と称する場合もある。
主な事例
| 年     | ホワイト・ナイト          | ブラック・ナイト           | 被買収企業                                     | 備考 |
| ------ | ------------------------- | -------------------------- | ---------------------------------------------- | --- |
| 1953年 | United Paramount Theaters |                            | アメリカン・ブロードキャスティング・カンパニー | 破産寸前だったアメリカの放送会社を買収した。 |
| 1955年 | 東京急行電鉄              | 横井英樹                   | 白木屋                                         | 千葉銀行頭取である古荘四郎彦からの要請に応じる形で東急電鉄が白木屋の買収に行き詰まっていた横井英樹などが保有している株式を取得した。                                                                                        |
| 2006年 | イオン                    | ドン・キホーテ             | オリジン東秀                                   | ドン・キホーテによる敵対的TOBに対抗して、イオンが友好的TOBを開始。最終的にはイオンとドン・キホーテのトップ会談により、オリジン東秀はイオングループに入ることで決着した。                                                    |
| 2007年 | 日清食品                  | スティール・パートナーズ   | 明星食品                                       | 日清食品がアメリカの投資ファンド「スティール・パートナーズ」による敵対的TOBの提案を上回る価格で明星食品を買収した。 |
| 2019年 | プラス                    | コクヨ                     | ぺんてる                                       | ぺんてるの買収を画策したコクヨに対し、プラスが友好的な買い付けを行い、ぺんてる株30％を取得した。最終的にコクヨがぺんてる株式をプラスに売却することを2022年9月に表明したため、ぺんてるはプラスの子会社に入ることで決着した。 |
| 2020年 | 三井不動産                | オアシス・マネジメント     | 東京ドーム                                     | 香港のオアシス・マネジメントが東京ドームの大株主として同社経営陣と対立する中、三井不動産が読売新聞グループ本社と連携して友好的TOBを実施。三井不動産が東京ドームの全株式を取得の上、2割を読売新聞グループ本社に譲渡した。    |
| 2023年 | カカオ                    | HYBE                       | SMエンタテインメント                           | 敵対的TOBを開始していたHYBEに対抗する形でカカオがSMの友好的TOBを開始。最終的にHYBEがSMの買収を断念することを表明したため、カカオがSMを買収することで決着した。                                                              |
| 2024年 | SGホールディングス        | AZ-COM丸和ホールディングス | C&Fロジホールディングス                        | SGホールディングスがAZ-COM丸和ホールディングスによる敵対的TOBの提案を上回る価格でC&Fロジホールディングスを買収した。 |

##### パックマン・ディフェンス
逆買収ともいう。敵対的買収を受けた企業が買収提案者を逆に買収することで、自社が買収提案者の現在の経営者のコントロール下に入ることを妨げようとすること。テレビゲーム『パックマン』において、追われる立場のメインキャラクターが一定条件下においてには逆に追手を食べて反撃することに由来する。

##### ジューイッシュ・デンティスト
情報工作・PR戦術を中心とする防衛策。買収を仕掛けてきた企業の社会的弱点をマスコミ等を用い広めることで、イメージダウンを図り社会的信用を貶め、買収工作資金を社会的信用度を回復するために回すことで買収をやめさせる工作。アラブ資本の会社が歯科器具メーカーを買収しようとした際に被買収企業側（アメリカの歯医者にはユダヤ人が多いとされている）が広報戦略を行なったことに由来すると言われている。

#### 労働組合との関係
労使関係が円満でいわゆる「アットホームな雰囲気」の企業体質を持つ企業では、被買収という事態に際して、労働組合の買収への反対や買収者への強い不安視という姿勢が、買収を難航させる防波堤としての役割を果たす場合がある。過去には、買収者である企業・経営陣の労務環境に対する姿勢への懸念から被買収側の企業の労働組合が買収に反対し、買収成立の場合には状況次第で離職を考えるという従業員が多数を占めたアンケートのデータが意思表明として示され、その結果として買収が頓挫したケースもある。日本では2005年にUSENがナムコ（現・バンダイナムコエンターテインメント）との間で同社保有株式の譲渡で合意していた日活、2008年に日本電産が株式公開買付け（TOB）を打診していた東洋電機製造において、それぞれの労働組合が激しく反発したため、買収者が該当企業の買収を断念したケースがある。

### 買収対抗策の発動の是非・関連法令の整備
一般に買収対象会社の取締役などの経営陣が買収提案者による提案に同意しなかった場合には、買収対抗策の発動が検討される。この場合、買収対抗策を実際に発動することが買収対象会社の株主の利益との関係上、法令上認められるかどうかについては争いとなることが多い。アメリカにおいては多発する敵対的買収事案および買収対抗策の発動により、判例上ないしは実務上認められる買収対抗策の範囲が順次確立されてきている。その基準として代表的なものにレブロン基準、ユノカル基準などがある。
企業買収防衛策に対しては経営者を過剰に守ることとなり株主の利益を損なうのではないかとの疑問が出されることがある。そのため取締役会での決議だけで防衛策導入を決定することには批判があり、導入には株主総会での承認などの一定の手続が必要と考える意見がある。
日本においてはこれまで敵対的買収がなされた例に乏しく、判例上の蓄積などが十分とはいえない。アメリカでの議論を参考にしつつ、日本における会社法実務との兼ね合いを意識しつつ議論が進められてきている。

#### 新株予約権の発行に関する東京高裁の決定（ニッポン放送の事例）
2005年3月23日に下された決定の中で東京高等裁判所は取締役などの買収対象会社の経営陣が買収対抗策を講じても構わない敵対的買収者として具体的に4つの例を示している。
- 会社経営に参加する意思がなく、株価を吊り上げた上で会社関係者に高値で買い取らせようとする場合（グリーンメーラー）
- 対象会社を一時的に支配することで知的財産、ノウハウ、企業秘密、取引先などを買収者等に移転する目的にある場合（焦土化経営）
- 対象会社の経営を支配後、その資産を買収者等の債務の担保や弁済の原資として流用する目的にある場合
- 対象会社の高額資産を処分することで一時的な高配当ないしは高配当目当ての株価の急激な上昇により株式の高額売抜けを企図する場合

これらの場合、その敵対的買収者は濫用目的で買収を提案したものであるから株主として保護する必要がないばかりか他の株主の利益を害するものとして取締役による買収対抗策の発動は認められるとした。

#### 買収防衛策に関する指針
2005年5月27日には経済産業省の主導による企業価値研究会が「企業価値報告書」を作成・公表し、これを踏まえ同日、経済産業省・法務省による指針が発表された。この指針には法的拘束力はないものの、経済産業省のみならず法務省によって行動規範として用いられることが期待されているなど一定の影響力を有するものとして捉えられている。
上記指針においては取締役が買収対抗策を導入することについて、「意思決定機関としての株主総会は機動的機関とは言い難いから、取締役会が株主共同の利益に資する買収防衛策を導入することを一律に否定することは妥当ではない」と指摘した上で買収対抗策の導入、行使、廃止に当たっては以下の原則を充足すべきものとした。
- 企業価値ひいては株主共同の利益を確保し、または向上させる目的をもってなされること（企業価値・株主共同の利益の確保・向上の原則）
- 事前に株主、投資家等に導入の目的、内容等を具体的に開示すること（事前開示の原則）
- 株主総会決議に基づき導入するか株主の相対的意思によって廃止できる手段を与えるなど株主の合理的な意思に依拠すること（株主意思の原則）
- 株主平等原則、財産権の保護、経営者の保身のための濫用防止などに配慮した必要かつ相当な方法によること（必要性・相当性確保の原則）

さらに同研究会は2006年3月31日に、「企業価値報告書2006～企業社会における公正なルールの定着に向けて～」と題する報告書を公表し、買収防衛策の開示ルールや上場・買収ルールなどのあり方などに関しての取りまとめを行った。

#### 会社法の制定
2006年5月1日には株式会社などの会社を規律する法律として、従来の商法その他の法令に代わり会社法が施行された。会社法の制定により買収対抗策として用いることができる手段に関して新たに規定が設けられるなど、M&A実務に影響を与えている。

#### 金融商品取引法（旧証券取引法）の改正
従来の証券取引法を金融商品取引法との名称に改め対象取引を拡大し、一部規制を強化する改正が2006年6月に成立した。各改正の施行は段階的に行われつつあるが、その中には公開買付け制度の改正、強制公開買付けの適用拡大、大量保有報告制度の改正などM&A実務に影響する改正が含まれている。

### M&Aに関与する専門家
M&Aに関与する専門家には以下ようなものがある。
M&Aアドバイザー
- 対象会社の選定、企業価値の算定、買収価格の提案などを通し、M&Aの全過程にわたって主導的な役割を果たす。証券会社、投資銀行、商業銀行、M&A専門会社（ブティック）、会計事務所など様々な立場の者が務める。
- 「ファイナンシャル・アドバイザー（FA）」、「M&Aコンサルタント」、「FAS」とも呼ばれる。
- 財務会計・税務・法律・経営学など幅広い知識が求められる。
- 事案により、証券アナリストが、企業価値評価や事業価値評価などをはじめ、M&Aアドバイザーとして活動することがある。

ビジネス・ブローカー（M&A仲介業者）
- M&Aの売り手と買い手をマッチングする役割の会社である。FAとの境界線は曖昧である。
- 前述のとおり、売り手と買い手の双方と契約を締結するため、利益相反の問題が内在する。
- 近年では、M&Aの仲介を専門とする上場企業も増えている。
- 2021年、中小企業庁は中小M&A推進計画をまとめ、仲介業者むけの指針や登録制度をつくった。登録したM&A専門の仲介業者は700社ほど、少人数で設立まもない業者が多い。M&A仲介には免許や資格は不要でルールづくりはいまだ途上にある。

弁護士
- M&Aを専門（の1つ）とする弁護士はM&Aロイヤーと呼ばれる。
- M&Aの過程で作成される各種契約書のリーガルチェック、法務デューディリジェンスの実施、取引スキームの策定などを担う。

- M&Aは「法律のデパート」と呼ばれるほど関係する法律が多く、弁護士の果たす役割が大きい。

- 当事者を代理して交渉を担当することもある。
- クライアントの要望に応じて、M&A手続全体のレクチャーを行ったり、株式価値の算定へも関与したりするなど、リーガルアドバイスを超えた総合的な助言を行うこともある。
- 法務DDには短い期間で大量の資料を調査する必要があるため、弁護士を大量動員することができる大手ローファームが有利であり、そのため、M&Aに特化した弁護士は大手ローファームに多い。

- 2020年ごろにはM&A関連実務のコモディティ化が進行したことが指摘され、M&A案件に関与可能な弁護士の裾野は広がってきている。

公認会計士・税理士
財務デューデリジェンスの実施、企業価値の算定、タックスプランニング、会計・財務上の助言を行う。
司法書士
会社分割・合併など組織再編手続上必要な登記のほか、事案によっては経営陣交代に伴う変更登記なども行う。
その他
- 事案により、社会保険労務士、不動産鑑定士、弁理士などが関与することがある[50]。

## 米国におけるM&A

### 概要
米国ではM&Aは州法のレベルで制定されているため細かい点は州によって異なる。なお、税法については原則として内国歳入法の適用を受ける。

### M&Aの代表的な手法
米国での株式を用いた買収スキームには、本体合併、三角合併、公開買付けまたは特定株主からの買い付け、資産買収の4類型がある。
- 本体合併

合併には株主総会の決議が必要だが、買い手の存続会社が売り手の非存続会社の株式の90～95%（州により異なる）を支配していれば、売り手側は取締役会の過半数の承認で合併が成立する（Short Form Merger）。
- 三角合併

本体合併のように買い手と売り手の会社が同一の法人格になるのではなく、売り手が買い手の会社の完全子会社になる手続が三角合併である。
- 公開買付け
- 資産買収

### 米国におけるM&Aの事例
2000年以降に行われた大規模M&A（取引額順）
| 順位 | 年   | 買収企業                       | 被買収企業                            | 総額（100万米ドル） |
| ---- | ---- | ------------------------------ | ------------------------------------- | ------------------- |
| 1    | 2000 | AOL（のち売却へ）              | タイム・ワーナー                      | 164,747             |
| 2    | 2000 | グラクソ・ウエルカム           | スミスクライン・ビーチャム            | 75,961              |
| 3    | 2004 | ロイヤル・ダッチ・ペトロリアム | シェル・トランスポート&トレーディング | 74,559              |
| 4    | 2006 | AT&T                           | ベルサウス                            | 72,671              |
| 5    | 2001 | コムキャスト                   | AT&Tブロードバンド                    | 72,041              |
| 6    | 2004 | サノフィ・サンテラボ           | アベンティス                          | 60,243              |
| 7    | 2000 | スピンオフ：ノーテル           |                                       | 59,974              |
| 8    | 2002 | ファイザー                     | ファーマシア                          | 59,515              |
| 9    | 2004 | JPモルガン・チェース           | バンク・ワン                          | 58,761              |